# Sejanci
Sejanci – wieś w Słowenii, w gminie Sveti Tomaž. 1 stycznia 2018 liczyła 52 mieszkańców.